# ناحیه بنش
ناحیه بنش (به عربی: ناحیة بنش) یک ناحیه در سوریه است که در منطقه ادلب واقع شده‌است. ناحیه بنش ۳۵٬۱۶۶ نفر جمعیت دارد.